# Haimoo
Haimoo är en tätort (finska: taajama) i Vichtis kommun i landskapet Nyland i Finland. Vid tätortsavgränsningen den 31 december 2021 hade Haimoo 372 invånare och omfattade en landareal av 3,51 kvadratkilometer.